# Sistema bibliotecario Ovest Mantovano

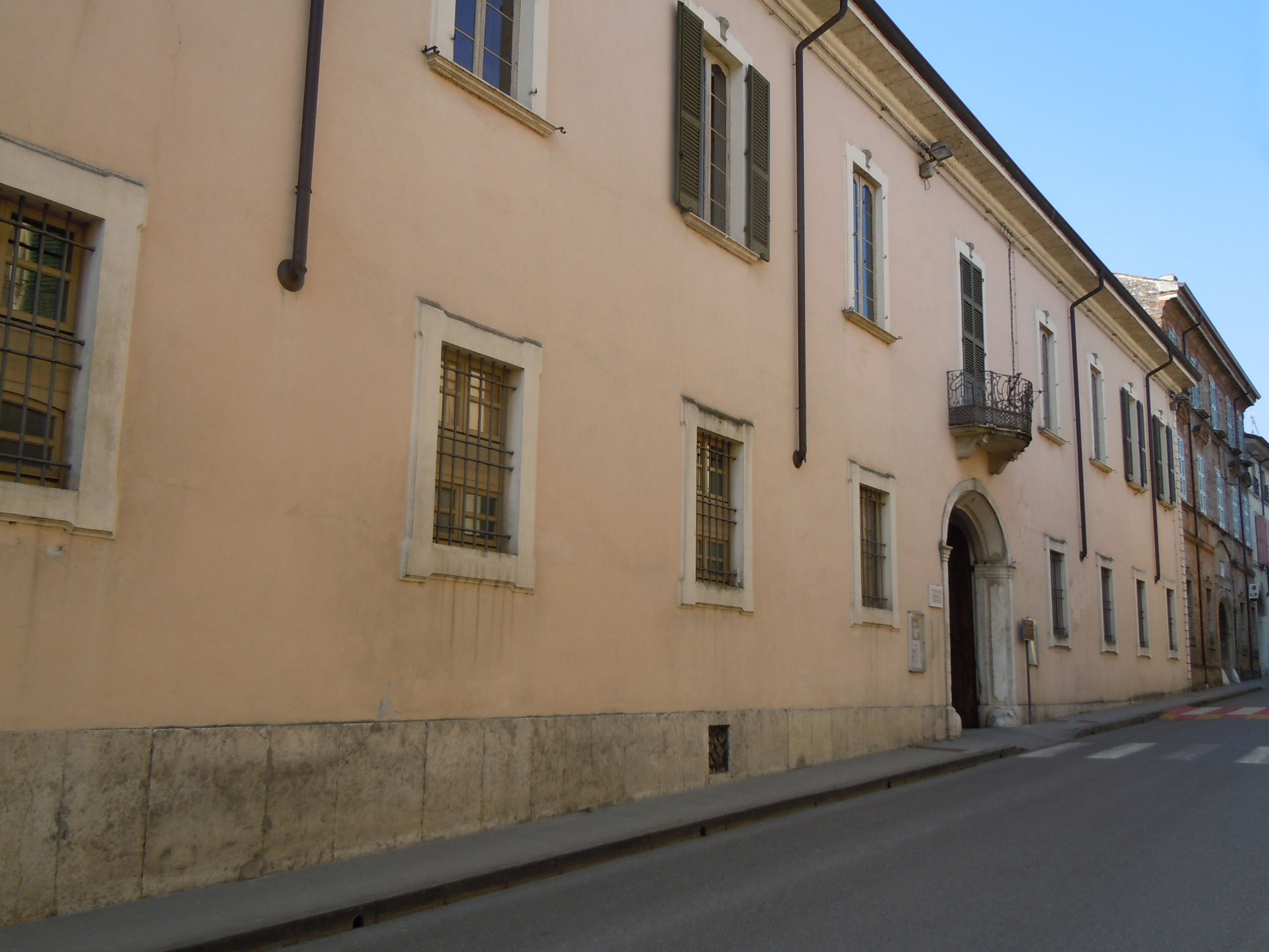
Castiglione delle Stiviere, Palazzo Pastore, sede della biblioteca.

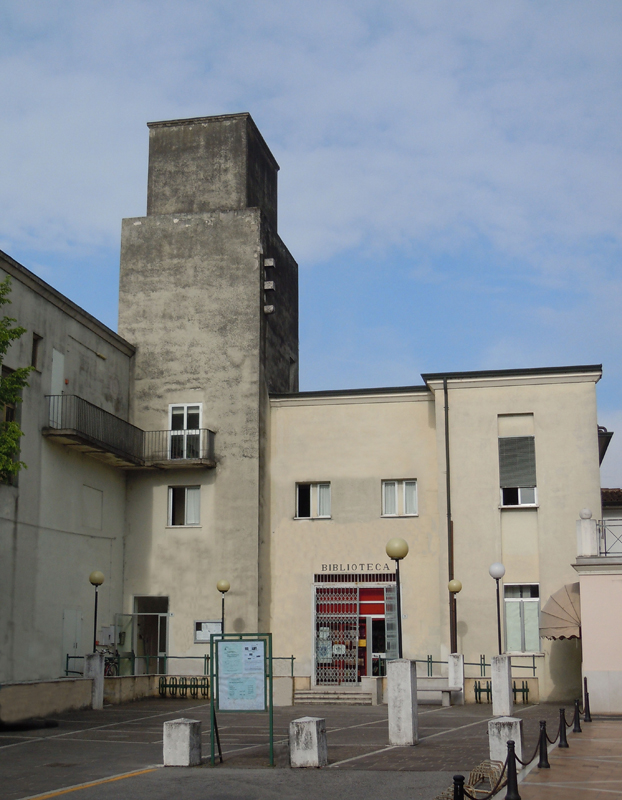
Biblioteca comunale di Castel Goffredo.

Il Sistema bibliotecario Ovest Mantovano è costituito dall'insieme dei servizi bibliotecari dei comuni associati ed interconnessi tra loro da specifiche relazioni, ai sensi della legge Regionale 14.12.1985 n. 81.
L’istituzione del Sistema Ovest Mantovano è stata autorizzata dalla Regione Lombardia con delibera n. VII/7841 del 25 gennaio 2002. Attualmente (2017) il centro amministrativo del sistema, deputato al coordinamento dei servizi e delle attività delle biblioteche, è sito a Castiglione delle Stiviere.
Ad oggi le biblioteche associate sono 32 con un patrimonio librario di oltre 290.000 testi e con una popolazione di circa 158.000 abitanti dei comuni di:
- Acquanegra sul Chiese
- Asola
- Bozzolo
- Canneto sull'Oglio
- Casalmoro
- Casaloldo
- Casalromano
- Castel Goffredo
- Castiglione delle Stiviere (2 biblioteche)
- Cavriana
- Commessaggio
- Dosolo
- Gazoldo degli Ippoliti
- Gazzuolo
- Goito
- Guidizzolo
- Marcaria
- Mariana Mantovana
- Medole
- Monzambano
- Nogarole Rocca
- Piubega
- Pomponesco
- Ponti sul Mincio
- Rivarolo Mantovano
- Sabbioneta
- San Martino dall'Argine
- Solferino
- Viadana (2 biblioteche)
- Volta Mantovana

## Servizi
- prestito a domicilio
- prestito interbibliotecario
- attività di promozione della lettura
- incontri con l'autore
- progettazione e realizzazione di attività culturali